# Theodor von Dufving
Theodor von Dufving (1907 - 2001) foi um oficial alemão do Exército (Wehrmacht) durante a Segunda Guerra Mundial.

## Biografia
Dufving completou seu treinamento como Oficial na Academia de Guerra em 1944 e foi então transferido para o Estado Maior do 76º Regimento de Artilharia Panzer.
Durante a Batalha por Berlim, o Coronel von Dufving foi o Chefe de Estado Maior "militar" do General Helmuth Weidling. Von Dufving também estava no Alto Comando de Weidling quando este comandava o LVI Corpo Panzer (LVI Panzer Korps).
Em 1 de maio de 1945, um dia após o suicídio do ditador Adolf Hitler, o Chanceler alemão (Reichskanzler) Joseph Goebbels enviou o General Hans Krebs, que era fluente em russo, e von Dufving, sob bandeira branca, para entregar uma carta escrita para o General Soviético Vasily Chuikov. Chuikov, líder do 8º Exército da Guarda, comandava todas as tropas sovieticas na área do centro de Berlim. Von Dufving levou consigo um oficial letão para ser seu intérprete.
A carta que Goebbels escreveu e deu a Krebs para entregar a Chuikov continha condições para a rendição alemã. Chuikov não estava pronto para aceitar os termos de Goebbels ou para negociar com Krebs. Os soviéticos não estavam dispostos aceitar nada além de uma rendição incondicional. Krebs, por sua vez, não estava autorizado por Goebbels a aceitar a rendição completa. A reunião terminou sem acordo. Tanto Goebbels como Krebs cometeram suicídio pouco tempo depois.
Nos dias que se seguiram, Von Dufving foi enviado para organizar o encontro entre o General Weidling e o General Chuikov. Weidling partiu para sua reunião com Chuikov uma hora antes que von Dufving e seu pessoal o seguisse.
Às 5:55h, em 2 de maio de 1945, von Dufving, Hans Refior, Siegfried Knappe e um major alemão lideraram um grupo de aproximadamente 100 soldados alemães até o fim da rua Bendler (Bendlerstrasse). Knappe também era membro do Estado Maior de Weidling. Os soviéticos estavam esperando por eles no outro lado do canal de Landwehr (Landwehrkanal).
Os oficiais russos de alta patente partiram para o lado alemão para conversar. Von Dufving os saudou e conduziu as negociações. O oficial soviético falou com von Dufving por um momento e depois retornou para o outro lado do canal. Mais de duas dúzias de soldados soviéticos armados com submetralhadoras esperavam do outro lado. Os militares alemães, andaram em filas até os russos. Os soviéticos zombavam dos alemães. Um soldado teria gritado "Hitler kaputt" para os prisioneiros e os outros soldados soviéticos riram.
Os prisioneiros alemães foram levados até o Quartel-General do comandante Chuikov perto do Aeroporto de Tempelhof. Lá eles se reecontraram com o General Weidling. Uma vez lá dentro, Weidling fez com que Knappe escrevesse uma declaração para todas as forças alemãs em Berlim pedindo que eles parassem a luta.

## Pós-guerra
Em fevereiro de 1949, como prisioneiro de guerra na União Soviética, von Dufving deu declarações evidenciais sobre o humanitário sueco Raoul Wallenberg. Enquanto ia para Vorkuta, em transito para um campo em Kirov, von Dufving conheceu um prisioneiro que estava em roupas civis. Esta prisioneiro teria gritado que ele era um diplomata sueco e que sua prisão era "um grande erro."
De acordo com von Dufving, o homem estava bem vestido e tinha uma guarda pessoal. Quando von Dufving perguntou se o homem esteve em contato com a embaixada da Suécia em Berlim, ele teria respondido "Não! Na Europa do Leste." Segundo von Dufving, falava com um sotaque alemão quase perfeito. Apesar dele estar lendo um jornal em russo, ele disse a von Dufving que ele não entendia russo tão bem.
Theodor von Dufving faleceu em 2001.